# Hubert Krains
Hubert Krains, född 30 november 1862 i Les Waleffes, död 10 maj 1934 i Bryssel, var en belgisk författare och militant vallon.
Han publicerade sina första berättelser i tidningen La Wallonie. Hans främsta verk är Le pain noir. Krains var en glödande försvarare av det franska språket och kulturen och han skulle bli en av de första att samarbeta med Élie Baussart. 1995 utsågs han av l'Institut Jules Destrée till en av seklets hundra valloner.